# Hajime Kanzaka
Hajime Kanzaka (神坂一?, Kanzaka Hajime; Hyogo, 17 luglio 1964) è uno scrittore giapponese, autore di light novel. Dai suoi romanzi sono stati tratti sia manga che anime come Lost Universe e Slayers.

## Biografia
Il giovane Kanzaka è cresciuto con una forte passione per Mobile Suit Gundam, e come conseguenza per la fantascienza, passione alla quale si affiancherà successivamente quella per il fantasy. L'amore per la serie creata da Yoshiyuki Tomino non lo ha abbandonato, poiché è tuttora un collezionista di  (グンプラ?, gunpla), ossia modellini in plastica dei robot apparsi nelle varie saghe del cartone.
Durante le scuole superiori, si dilettava con la scrittura assieme ai suoi amici; infatti scrivevano le proprie storie su quaderni che poi si scambiavano per poter giudicare l'uno gli scritti dell'altro. Una di queste storie, un breve romanzo di fantascienza, sarebbe successivamente diventata la base per il primo romanzo, Slayers! (スレイヤーズ!?).
Concluso con l'università il ciclo di studi necessario per poter entrare nel mondo del lavoro, Kanzaka subisce un destino comune a gran parte dei giapponesi suoi pari: inizia infatti a lavorare come impiegato in un ufficio. L'esperienza non deve essere stata troppo appagante, dato che l'autore si rifiuta di accennare a quel periodo. Tutto ciò che ha lasciato trapelare è il suo essere stato «non un buon lavoratore» ed aver trovato la vita d'ufficio «noiosa».
La svolta verso la carriera di autore c'è stata verso la fine degli anni ottanta, con il concorso per scrittori dilettanti indetto dalla rivista Dragon Magazine, ossia il primo concorso del Fujimi Fantasia per romanzi fantasy completi. Kanzaka partecipò con il romanzo Slayers!, nato dal riadattamento ed ampliamento di un suo scritto di fantascienza dei tempi del liceo. Per quest'opera l'autore si affidò ai disegni di un amico, Rui Araizumi, divenuto poi suo partner fisso come illustratore per le serie principali di light novel da lui create. Nel 1988 il concorso venne chiuso, e Slayers! si classificò secondo. Nello stesso anno iniziò la serializzazione sulla rivista Dragon Magazine del primo volume di Slayers Special, ossia della seconda serie di romanzi ambientata nell'universo di Slayers. La pubblicazione de Il principe di Seiruun (白魔術都市の王子?, Shiromajutsutoshi no ōji) non è che l'inizio di una collaborazione tuttora esistente tra Kanzaka e la rivista, nonché la nascita di una saga piuttosto longeva che adesso conta 27 volumi e non è ancora conclusa. La cospicua rendita del suo nuovo lavoro come scrittore gli permise, qualche tempo dopo, di abbandonare il suo lavoro come impiegato d'ufficio.
Nel 1995 i romanzi della serie Slayers diedero vita ad un omonimo anime (conosciuto in Italia come Un incantesimo dischiuso tra i petali del tempo) la cui regia è nelle mani di Takashi Watanabe. Kanzaka collaborò alla produzione approvando le sceneggiature degli episodi e dando indicazioni allo staff riguardo alla serie canonica. Ciononostante Watanabe si è prese diverse libertà rispetto alla storia originale, tanto da arrivare a creare episodi completamente differenti da quelli la cui sceneggiatura era stata mostrata all'autore. Il lavoro alla serie animata proseguì fino al 1997, con la fine di Slayers Try e riprese nel 1998 con l'anime di Lost Universe.
Concluso il suo lavoro nella trasposizione televisiva, Kanzaka è tornato a concentrarsi sul suo lavoro come scrittore, creando nuove serie e proseguendo il suo impegno con la rivista Dragon Magazine e la serie Slayers Special. Oltre a questo si è occupato della creazione delle trame e della supervisione per i vari videogiochi e manga ispirati a Slayers. Inoltre è diventato giudice del concorso che lo ha reso famoso, il Fujimi Fantasia per romanzi di fantasy completi.
Kanzaka ha un fan club ufficiale, il Mega Brand Project, i cui membri producevano già da prima della fondazione la rivista Blaster! su cui è possibile trovare numerose interviste all'autore; in esse è possibile trovare spiegazioni e retroscena riguardanti i romanzi, nonché curiosità ed aneddoti sulla sua vita e le sue opere.
L'autore si paragona ad un gufo; normalmente si sveglia al tardo pomeriggio e si corica all'alba, e sostiene di trarre ispirazione per le sue opere dalle sue uscite e dallo shopping notturno. Nella postfazione dell'ottavo volume di Slayers Special racconta d'aver elaborato la formula del Giga Slave mentre pedalava in piena notte, recitandola ad alta voce mentre proseguiva. Kanzaka ama moltissimo i gatti, tanto da arrivare a portare sempre con sé delle sardine essiccate da poter dare loro se ne incontra durante i suoi vagabondaggi. Tra gli scrittori adora Kou Hiura, un autore di fantascienza, mentre tra i mangaka apprezza Rumiko Takahashi, ed in particolare l'umorismo demenziale tipico di Lamù.

## Opere
- Slayers (1989-in corso)
- Slayers Special (1991-2008)
- Lost Universe (1992-1999)
- Higaeri Quest (日帰りクエスト?, Higaeri Kuesuto) (1993-1995)
- Yami no sadame o seōmono (闇の運命を背負う者?) (1996-1999)
- Gundam Novels: Senkō to natta senshi-tachi (2002-2003)
- DOORS I mazekoze shūzen-ya (DOORS I まぜこぜ修繕屋?) (2007-2008)
- Abyss Gate (2007-2010)
- Arata naru teki: Hajimemashita (2015)